# Белорусская епархия
Белору́сская епа́рхия — каноническая и административная структура Русской Древлеправославной церкви на территории Белоруссии.

## История
Белорусская епархия Русской Древлеправославной церкви была образована на Архиерейском Соборе ДПЦ 23 декабря 2010 года путём разделения существовавшей ранее Украинско-Белорусской епархии.
Правящим архиереем Белорусской епархии определён бывший управляющий Украинско-Белорусской епархии — епископ Иосиф (Золотухин).

## Благочиния
- Ветковское благочиние, благочинный — протоиерей Александр Разуванов (учреждено 25 декабря 2011).[2]

## Иерархи
1. Варнава (Едигарев) (26 января 1996 — 2001), епископ Гомельский и Белорусский
2. Иосиф (Золотухин) (23 декабря 2010 — 22 февраля 2014), епископ Гомельский и всей Белоруссии